# 孔氏南宗家庙
孔氏南宗家庙（又称南宗孔庙、衢州孔庙）位于中国浙江省衢州市柯城区新桥街，是与曲阜北宗相对的孔氏南宗所建之家庙，1981年12月12日被列为浙江省文物保护单位，1996年11月20日被列为全国重点文物保护单位。

## 历史
北宋靖康二年（1127年），金国攻陷汴京開封府，掠走徽钦二帝，史称“靖康之变”。不久徽宗之子赵构在扬州登基，改元建炎，孔子第四十八世孙，衍圣公孔端友隨行。
建炎二年（1128年），宋高宗于扬州行宫举行郊祀，孔端友奉孔子夫妇楷木像奉诏侍祀。建炎三年高宗定都临安后，以衢州无战事侵扰且交通便捷，赐孔氏家族在衢州建家。绍兴六年（1136年），高宗下诏权以衢州州学为孔氏家庙。
孔端友南渡后，金太宗立孔端友的胞弟孔端操为衍圣公，从此遂有“南宗”、“北宗”之分。 
宝祐元年（1253年）仲夏，孔子第五十三世孙衍圣公孔洙及衢州知府孙子秀奏请新建家庙，宋理宗拨款三十六万缗，诏建家庙于城东北菱湖芙蓉堤上，次年仲春落成，有玄圣殿、郓国夫人殿、齐国公殿、鲁国太夫人殿，祠祀沂水、泗水二侯于两庑之中，还有思鲁堂和咏春亭等建筑。
景炎元年（1276年），菱湖家庙毁于兵燹，旋迁于城南。祥兴二年（元至元十六年，1279年）崖山之战后南宋覆灭。至元十九年（1282年），元世祖忽必烈敕孔洙返曲阜奉祀，孔洙以“祖先庐墓在衢州，且衢州已建家庙，不忍举家北上”为由，让爵给曲阜族弟孔治。从此孔氏南宗在衢州永久定居。 
明正德十五年（1520年）迁建孔氏南宗家庙于现址，次年落成。清道光元年至三年（1821年-1823年）家庙大修，成今日之规模。
1998年至2000年衢州市政府投资1600万元，复建了家庙西轴线和孔府。
2004年在此举办首届纪念孔子诞辰2555年的“衢州国际孔子文化节”。衢州南宗祭孔大典已于2005年5月被列为浙江省非物质文化遗产，2011年5月被列入第三批国家级非物质文化遗产名录。

## 建筑布局
孔氏南宗家庙分为孔庙、孔府及后花园三部分，现存面积约13900平方米。整个建筑群坐北朝南，大致呈梯形，北部为后花园，南部以3条轴线布局，东轴线上有孔塾、崇圣门、崇圣祠、圣泽楼等建筑，崇圣门前偏西为报功祠，报功祠前为恩官祠，南北为水池。中轴线上依次有孔庙大门、大成门、甬道及佾台（侧为东、西两庑，东庑祀中兴祖孔仁玉、孔传，西庑祀南渡祖孔端友），院内植古柏，最后是大成殿，重檐歇山顶，面阔五间，通面阔16.6米；进深五间，通进深16.5米。西轴线上有五支祠、袭封祠、六代公爵祠、思鲁阁（门通大成殿）等建筑。西轴线稍西为世袭博士署（后称奉祀官府，通称孔府）。